# ハーグ王立音楽院の人物一覧
ハーグ王立音楽院の人物一覧は、ハーグ王立音楽院に関係する人物の一覧記事。

## 著名な教職員

### 器楽奏者
- ヴィーラント・クイケン
- シギスヴァルト・クイケン
- バルトルト・クイケン
- トン・コープマン
- 寺神戸亮
- エミリー・バイノン
- ヨス・ファン・デル・コーイ
- フランス・ブリュッヘン

### 作曲家
- ヘンドリク・アンドリーセン
- ルイ・アンドリーセン
- レオン・オルテル
- ヤン・クーツィール
- フレデリック・ジェフスキー
- セム・ドレスデン
- クラレンス・バーロウ
- ケース・ファン・バーレン
- ヨハン・ワーヘナール

### その他
- ヘンリ・ヴィオッタ

## 卒業生

### 器楽演奏家
- 今村泰典
- 上尾直毅
- 宇治川朝政
- 神戸愉樹美
- バルトルト・クイケン
- 鈴木優人
- ヤン・ダーメン
- ヨハン・デ・メイ
- 寺神戸亮
- カティンカ・パスフェーア
- アンナー・ビルスマ
- 松原清

### 声楽家
- クリスチャーナ

### 作曲家
- トム・ウィレムス
- レオン・オルテル
- 木山光
- ガブリエル・パレヨン
- ミシェル・ファン・デル・アー

### その他
- ダヴィッド・ポルセリーン